# ولکم (کارولینای شمالی)
ولکم (به انگلیسی: Welcome) شهری در ایالت کارولینای شمالی کشور ایالات متحده آمریکا است که جمعیت آن در سرشماری سال ۲۰۱۰ میلادی، ۴٬۱۶۲ نفر بوده‌است.